# КФ Феризай
„Феризай“ (на албански: Klubi Futbollistik Ferizaj) е косовски футболен клуб от град Урошевац, Сърбия., частично призната държава Косово. Играе в Супер лига на Косово, най-силната дивизия на Косово.

## История
Клубът е приемник на „Борци“, който е съществувал в град Урошевац през 1923 г. Играе домакинските си срещи на стадион „Исмет Шабани“ в Урошевац с капацитет 2000 зрители.

## Успехи
- Супер лига
  -  Бронзов медал (1): 2003/04
- Купа на Косово:
  -  Финалист (2): 2011/12, 2012/13
- Първа лига (2 дивизия)
  -  Шампион (2): 2001/02 (Група Б), 2012/13